# Hydriomena edenata
Hydriomena edenata är en fjärilsart som beskrevs av Louis W. Swett 1909. Hydriomena edenata ingår i släktet Hydriomena och familjen mätare. Inga underarter finns listade i Catalogue of Life.